# Dedans, dehors
 (octobre 2018).
Dedans, dehors est une nouvelle de science-fiction, écrite par Sylvie Denis parue pour la première fois en 1999 dans l'anthologie Galaxies no 12 dirigée par Terry Bison.

## Résumé
Une jeune fille vit dans une enclave, un espace protégé nommé La Jérusalem des Chevaliers Blancs, la cité de Dieu et de son prophète John Paul Sambara. 
Elle veut s'en échapper et en apprendre plus sur le monde qui l'entoure. Elle rencontre la Porte, un prisonnier cybernétique faisant office de « portier » dans une école qu'il gère et protège. Plus tard, la narratrice le retrouve avec des taux inhibiteurs sérotonine augmentés et il la charge de retrouver Mme Zirah pendant une fête foraine dans la ville. 
Elle rencontre alors les mystérieux « Hommes Libres et Singuliers » qui se battent contre les Chevaliers Blancs et ces derniers la recrutent. Ainsi débute son aventure : elle libère le prisonnier et commence à recevoir d'autres missions.

## Thèmes
La nouvelle aborde les thèmes de l'esclavage et de la liberté. Dans l'histoire se déroule dans un monde futuriste, avec une technologie avancée, comme des hommes singuliers (mélange d'homme et de machine), des manipulations via les neurotransmetteurs du cerveau, et des hibernations. C'est le cas avec le personnage la Porte, qui est un prisonnier « technologique » qu'on peut contrôler en lui injectant des fluides. 

## Publications
La nouvelle paraît en France dans des anthologies de science-fiction avant d'être publiée dans une publication indépendante :
- Bisson Terry (dir.), Galaxies, no 12, 1999.
- Nicot Stéphanie, Ruolz France-Anne (dir.), Les Navigateurs de l'impossible, Imaginaires sans frontières, 2001.
- Jardins virtuels, Gallimard, coll. « Folio. SF », 2003, p. 11-52.
- Dedans, dehors, Isle-sur-la-Sorgue, Armada, coll. « Memoria (numérique) »,  2013.

## Récompenses
La nouvelle a reçu en 2000 le prix Rosny aîné dans la catégorie « Meilleure nouvelle ».

## Personnages
- Narratrice : jeune fille de 16 ans, enfant adoptée, vit avec les parents et son frère, sa mère est morte, son père est inconnu. Elle veut sortir de l'Enclave mais finit par comprendre que c'est impossible. Elle rejoint Mme Zirah et les « Hommes Libres et Singuliers ».
- Michael Bontemps (la Porte) : « portier » de l'école
- Madame Zirah : fait partie des « Hommes Libres et Singuliers », travaille comme analyste des cerveaux.
- Petit Frère : frère autiste de la narratrice, il a dix ans.
- Tante Simona : le professeur de la narratrice.
- Francie : la fille des voisins.
- Pierre et Fabrice : jumeaux, camarades de classe de la fille.
- Les parents de la jeune fille.